# 史密斯威森M640左輪手槍
史密斯威森M640（英語：Smith & Wesson Model 640）是一款由美国槍械公司史密斯威森所研製及生產的5發式不鏽鋼“J型底把”（設計之初就是以不鏽鋼作為材料）雙動操作式短槍管左輪手槍，發射.357 S&W馬格南或火力相對較弱的.38 S&W特種彈這二種子彈。

## 概述
與其他史密斯威森「J型底把」左輪手槍一樣，它具有可擺出式弹巢，只是這型號具有隱藏型擊錘，而且是S&W Centennial產品線的一部分。。M640亦是纽约市警察局批准使用的下班／備用武器。
第一款型號發射.38 S&W特種彈，並且配有長度為17⁄8英寸的標準槍管。第二種型號具有長度為21⁄8英寸的稍重和較長的槍管。該槍完全是由不鏽鋼所製成。1995年，史密斯威森推出的M642是由铝材製成，定名為“Airweight”。
史密斯威森提供其3英寸槍管版本，直到1993年，宣布將它停產。同年，史密斯威森推出了M940，在外觀上相似，但發射9×19公釐帕拉貝倫彈。1996年，M940停產，而史密斯威森推出了發射.357 S&W馬格南的M640。因為.357 S&W馬格南子彈的火力，在這些型號的底把上、彈巢釋放按鈕的前方結構都得到加強。
2001年，史密斯威森推出了發射.357 S&W馬格南钪合金底把版本，命名為M340。這款左輪手槍總重僅10.9盎司（309.01克，0.68磅）。
儘管它的底把很小和槍管較短，該左輪手槍卻堅固而經久耐用以及相當準確。槍械作家喬·戈爾曼藉由該左輪手槍發射500發全威力彈藥，而該槍仍然緊固及仍可使用。

## 911左輪手槍
2001年9月11日、九一一襲擊事件當中，其中一柄M640由紐約警員沃爾特·韋弗（Walter Weaver）帶入紐約世貿中心北塔。塔樓倒塌時，韋弗正在六樓，試圖釋放被困在電梯當中的人們。韋弗警員的遺體從未被發現，但他攜帶的左輪手槍卻被發現在現場，雖然失去握把，但仍完好無損。他的家人將其捐贈給了弗吉尼亚州費爾法克斯的美國全國步槍協會國家槍械博物館，並且與韋弗合影。

## 使用國
- 美国
  - 纽约市警察局（為所屬警員批准使用的配槍之一）

## 資料來源
1. 1 2 3  . Smith & Wesson.   [4 May 2012]. （原始内容存档于2016-09-26）.
2. ↑  Ayoob, Massad. . Gun Digest Books. 2010: 218–220. ISBN 978-1-4402-0825-6.
3. ↑  Hartink, A.E. . Edison, New Jersey: Chartwell Books, Inc. 2003: 225. ISBN 978-0-7858-1871-7.
4. ↑  . NRA Museum.   [20 June 2019]. （原始内容存档于2019-08-07）.

## 外部連結
- （英文）—Modern Firearms—S&W Compact J-Frame revolvers: Chiefs Special, Centennial, Bodyguard
- （英文）—The Smith & Wesson Centennial, History and Development （页面存档备份，存于）
- （英文）—American Rifleman.org—
  - The S&W Centennial （页面存档备份，存于）
  - Refining the Snub Gun: Smith & Wesson's 640 Pro Series .357 Mag. Revolver （页面存档备份，存于）
- （英文）—Tactical-Life.com—
  - Smith & Wesson M640 PRO .357 Mag | S&W Revolver Review （页面存档备份，存于）
  - Smith & Wesson 640 PRO Series | S&W .357 Magnum Revolver Review （页面存档备份，存于）
- （英文）—Personal Defense World.com—
  - The .357 Magnum Revisited （页面存档备份，存于）
  - Deep Cover Smith & Wessons （页面存档备份，存于）